# Министерство труда и социальной политики Италии
Министерство труда и социальной политики (итал. Ministero del Lavoro e delle Politiche Sociali) — итальянское министерство, ответственное за регулирование трудовых отношений и социальной политики.

## История
В период деятельности правительства Д’Алема в рамках осуществления так называемой реформы Бассанини, когда соответствующее решение было оформлено распоряжением (decreto legislativo) правительства № 300 от 30 июля 1999 года «Реформа организации правительства» во исполнение ст. 11 закона № 59 от 15 марта 1997 года в результате объединения Министерства труда и социального обеспечения, Министерства социальной солидарности и Министерства здравоохранения Италии предполагалось создание Министерства труда, здравоохранения и социальной политики.
В 2001 году второе правительство Берлускони, в рамках вступления в силу положений реформы Бассанини, постановлением (decreto-legge) правительства № 217 от 12 июня 2001 года, которое было подтверждено законом от 3 августа 2001 года № 317, установило перечень министерств, предусматривающий вместо так и не созданного на практике Министерства труда, здравоохранения и социальной политики, образование Министерства труда и социальной политики и сохранение прежнего Министерства здравоохранения.
Постановлением (decreto-legge) правительства Проди от 18 мая 2006 года № 181 была утверждена новая система министерств, вследствие чего Министерство труда и социальной политики было разделено на Министерство труда и социального обеспечения, Министерство социальной солидарности и Департамент семейной политики.
Четвёртое правительство Берлускони постановлением (decreto-legge) № 85 от 16 мая 2008 года, которое было подтверждено законом № 121 от 14 июля 2008 года, вернулось к системе министерств, созданной по реформе Бассанини, в том числе было создано объединённое Министерство труда, здравоохранения и социальной политики.
Законом № 172 от 13 ноября 2009 года Министерство труда, здравоохранения и социальной политики разделено на Министерство здравоохранения и Министерство труда и социальной политики.

## Деятельность
С 1 октября 2024 года министерством введена система баллов для организаций и предприятий в сфере обеспечения безопасности работников строительной отрасли. Фирмам, соответствующим требованиям, Национальной инспекцией труда выдаётся лицензия. Для получения лицензии необходимо иметь сертификат социального обеспечения DURC (Documento unico di regolarità contributiva), документ об оценке рисков, сертификат налогового соответствия. Первоначально получателям лицензии будет начислено 30 баллов. Деятельность компании будет позволена при наличии не менее 15 баллов.
2 июля 2025 года Министерством был подписан протокол с профсоюзами и Ассоциацией работников Италии о чрезвычайных действиях в условиях высокой температуры (жары), которым предусмотрены в том числе компенсационные выплаты.